# إسحاق ليستير
إسحاق ليستير (بالإنجليزية: Isaac Lester) هو سياسي أمريكي، ولد في 29 يونيو 1875، وتوفي في 2 أكتوبر 1956 في سان لويس أوبيسبو في الولايات المتحدة.